# Ewelina Staszulonek
Ewelina Staszulonek (* 17. Februar 1985) ist eine ehemalige polnische Rennrodlerin.
Ewelina Staszulonek ist Studentin und lebt in Świeradów-Zdrój. Sie rodelte seit 2000 und gehörte seit 2003 zum polnischen Nationalkader. Staszulonek gab beim Rennen in Igls gegen Ende der Saison 2002/2003 ihr Debüt im Rennrodel-Weltcup und belegte dort Rang 27. Auch in der folgenden Saison trat sie nur in einem Rennen an. In der Saison 2004/2005 trat sie in allen Rennen des Weltcups an. In Oberhof erreichte sie als 12. ihre beste Platzierung bis dahin, hinzu kamen weitere drei Top-15-Rangierungen. In der Gesamtwertung wurde Staszulonek am Ende 14. An selber Stelle erreichte sie 2005/2006 dieselbe gute Platzierung, doch erreichte sie insgesamt weniger gute Ergebnisse. Wieder besser lief es in der Saison 2006/2007. Schon zum Saisonbeginn konnte die Polin in Cesana Pariol als Fünftplatzierte ihr bislang bestes Weltcupergebnis und gleichzeitig ihre erste Top-Ten-Platzierung erreichen. Am Königssee kam sie als Achte, in Altenberg als Zehnte zwei weitere Male unter die besten Zehn. In der Gesamtwertung wurde sie 13. Nachdem Staszulonek ein Jahr ausgesetzt hatte, startete sie 2008/2009 in Igls als Siebte gut in die Saison.
Staszuloneks erstes Großereignis war die Rennrodel-Europameisterschaften 2004 in Oberhof, wo die Polin 14. wurde. Im folgenden Jahr trat sie bei den Rennrodel-Weltmeisterschaften 2005 in Park City an und wurde 18. im Einzel sowie Neunte im Teamwettbewerb. Dieselben Platzierungen erreichte Staszulonek auch bei der EM 2006 in Winterberg, nur im Teamwettbewerb war die Platzierung um einen Rang besser. Bei den Olympischen Winterspielen 2006 von Turin kam sie auf den 15. Platz. Hinzu kommt ein 16. Platz bei den Rennrodel-Weltmeisterschaften 2007 in Igls. Höhepunkt in der Karriere der Polin war ihr 8. Platz bei den Olympischen Winterspielen 2010 in Vancouver.
2011 beendete sie ihre Karriere.